# Campitello di Fassa
Campitello di Fassa (ladí Ciampedel) és un municipi italià, dins de la província autònoma de província de Trento. És un dels municipis del vall de Fassa (Ladínia). L'any 2007 tenia 740 habitants. Limita amb els municipis de Sëlva, Santa Cristina Gherdëina, Kastelruth, Canazei, Tiers, i Mazzin.

## Administració
| Període | Identitat        | Partit        |
| ------- | ---------------- | ------------- |
| 2004-   | Leonardo Bernard | Llista cívica |